# Fiat Chile

Fiat Chile SA  était la filiale chilienne du constructeur italien Fiat créée dans ce pays en 1961.

## Historique de FIAT Chile SA
Pour faire face à l'engouement des automobilistes chiliens pour les modèles du constructeur italien Fiat, voitures importées d'Italie mais surtout d'Argentine où elles étaient produites par Fiat Concord et pour éviter les droits de douane exorbitants appliqués aux automobiles importées, 305 % du montant plus un dépôt de garantie de 10 % payable avant dédouanement, le constructeur italien décide, en 1961, de créer une filiale locale pour assembler ses modèles tout en y incorporant une part de composants locaux. 
Un premier atelier voit le jour en 1962 dans la ville d'Arica où sont assemblés les modèles Fiat 1100 D et Fiat 600. En 1963, la production atteint 960 unités. Après 2 063 exemplaires assemblés, en 1966, la Fiat 1100 D est remplacée par la Fiat 1500. 
En 1968, Fiat devient le leader incontesté sur le marché chilien avec 4 188 véhicules fabriqués et vendus au Chili, loin devant Citroën avec 2 835 unités.
En prévision d'une forte croissance du marché chilien, dès 1966, Fiat décide de construire une nouvelle usine à Rancagua dont la production débute en fin d'année 1969 avec le lancement de la nouvelle Fiat 125. La première année pleine de production, en 1970, l'usine Fiat a assemblé 3 187 modèles Fiat 600 et 2 280 Fiat 125.
Avec la crise pétrolière, Fiat s'oriente vers la production de voitures plus  abordables. Comme en Europe, la Fiat 127 rencontre rapidement un énorme succès. En 1973, le marché chilien s'ouvre à l'importation de modèles compacts. Dans cette période, la marque italienne commence à importer la Fiat 850 d'Espagne et la Fiat 128 d'Italie et d'Argentine. En 1977, l'usine Fiat de Rancagua démarre la fabrication de la Fiat 147 GL brésilienne. Cette voiture compacte à trois portes a été le principal concurrent des modèles japonais importés au Chili. Pendant une décennie, la Fiat 147 a été la voiture la plus produite et vendue dans le pays. Fiat dominait le marché par la conception, l'économie et la qualité de ses automobiles, avec environ 40 % de parts de marché.
En 1975, un événement clé est intervenu. En effet, jusqu'à cette date, l'industrie automobile locale bénéficiait de lois protectionnistes qui imposaient des droits de douane de 305 % avec un dépôt de garantie de 10 % sur la valeur CIF pour tous les véhicules importés, ce qui justifiait que les constructeurs automobiles qui voulaient être présents au Chili, marché très réduit où les immatriculations ne dépassaient pas les 25 000 unités par an, devaient disposer d'une filiale locale pour y assembler leurs modèles avec un pourcentage minimal d'intégration locale.
De nouvelles règles sont apparues qui abaissaient fortement les droits de douane à l'importation pour les véhicules complets de 305 % à 115 %, progressivement entre 1975 et 1978. De plus, en 1979, une simple taxe de 10 % a été instaurée pour les véhicules de moins de 850 cm3. La baisse des droits de douane s'est poursuivie en passant à 90 % puis 65 % pour terminer à 10 % en 1986. Cela a ouvert les portes aux importations massives de véhicules compacts et a permis notamment l'invasion des marques japonaises telles que Daihatsu, Datsun, Honda, Mazda, Mitsubishi, Subaru, Suzuki et Toyota.
Au vu de ces nouvelles conditions, dès 1977 Fiat Chile réagit et commence l'assemblage de la Fiat 147 GL, véhicule compact dérivé de l'adaptation brésilienne de la Fiat 127 italienne. Ce modèle s'avèrera un véritable succès, devenant immédiatement le principal concurrent local des modèles japonais importés librement au Chili. Au total, 20.832 unités ont été produites entre 1977 et 1981.
En 1979, en remplacement de la mythique Fiat 125, Fiat lance la nouvelle Fiat 132 2000, dont 3.648 exemplaires ont été produits jusqu'en 1981. Cette grosse berline de luxe a été l'un des rares modèles de cette catégorie fabriqué au Chili. L'année suivante, Fiat lance la Fiat Ritmo qui sera produite jusqu'en 1981 à 2.007 exemplaires. 
Au total, la production des usines d'Arica et de Rancagua s'est élevée à 30.509 exemplaires entre 1962 et 1979. L'année 1980 sera la meilleure de son histoire avec 10.000 unités produites.
En 1981, la Fiat 147 reçoit des modifications de carrosserie et est renommée Punta de Tiburón. Elle adopte l'appellation Fiat 147 GLS. 1.810 unités seront fabriquées en un an. Au même moment, la production du légendaire Fiat Fiorino commence, 1.096 unités seront fabriquées en 1981.

## L'éphémère division poids lourds
En 1971, Fiat Chile commence la production de camions sous licence Fiat V.I.. Entre 1971 et 1973, les véhicules étaient assemblés dans l'ancienne usine Ford de Casablanca. En 1974, les modèles Fiat V.I. sont remplacés par des modèles espagnols Pegaso mais en 1975 l'usine cessera son activité avant d'être revendue à Ford, qui en avait été exproprié en 1970, qui a finalement revendu ses bâtiments à Chiletabacos. Les camions Fiat/Iveco sont depuis tous importés d'Argentine et du Brésil.

## La fin de la filiale chilienne
En 1982, le Chili subit une très grave crise économique avec, comme conséquence la chute du marché local. Comme tous les autres constructeurs présents dans le pays, Fiat doit réduire considérablement la production de son usine de Rancagua. Un seul modèle restera en fabrication, la Fiat Argenta qui a remplacé la 132. Avec la suppression des droits de douane et le très faible volume des ventes, les autres modèles sont importés directement d'Argentine et du Brésil. Au début de l'année 1983, l'usine a finalement fermé. Depuis lors, tous les véhicules Fiat sont importés.

## Le mythe Fiat 125 au Chili
Cette voiture a marqué le peuple chilien, surtout les générations qui ont connu la période du Président Allende. En effet, la Fiat 125 a été choisie comme voiture officielle au Chili et beaucoup d'entre eux se souviennent de la Place de la Constitution à Santiago avec les cortèges de Fiat 125 officielles se rendant au Palais de la Moneda.
Au Chili, la Fiat 125 est devenue un mythe difficile à effacer, pour son rôle emblématique dans les périodes les plus mouvementés de l'histoire du pays. Elle a également marqué cette génération d'automobilistes par ses qualités mécaniques exceptionnelles comparée aux modèles obsolètes alors présents qui étaient la Citroën 2CV pour le peuple et la Peugeot 404 pour les riches, entre autres. C'est devenu un véhicule très prisé des collectionneurs.